# Phuphena costata
Phuphena costata är en fjärilsart som beskrevs av William Schaus 1914. Phuphena costata ingår i släktet Phuphena och familjen nattflyn. Inga underarter finns listade i Catalogue of Life.